# Municipio di Maribor
Il Municipio di Maribor (in sloveno: Mariborski rotovž) è un edificio storico, sede municipale della città di Maribor in Slovenia.

## Storia
Eretto nel 1515 in stile tardogotico, il palazzo venne rimodellato nello stile rinascimentale da maestri italiani tra il 1563 e il 1565. Verso la metà del XIX secolo venne nuovamente rimaneggiato, assumendo un aspetto di stile classicista tardo, ma successivamente, tra il 1952 e il 1954, venne sottoposto a lavori che ripristinarono il suo originario aspetto cinquecentesco.

## Descrizione
La facciata dell'edificio, simmetrica, è caratterizzata da una centrale torre dell'orologio. Antistante il palazzo è la Colonna della Peste, commemorante l'epidemia di peste che afflisse la città nel 1680.

## Galleria d'immagini

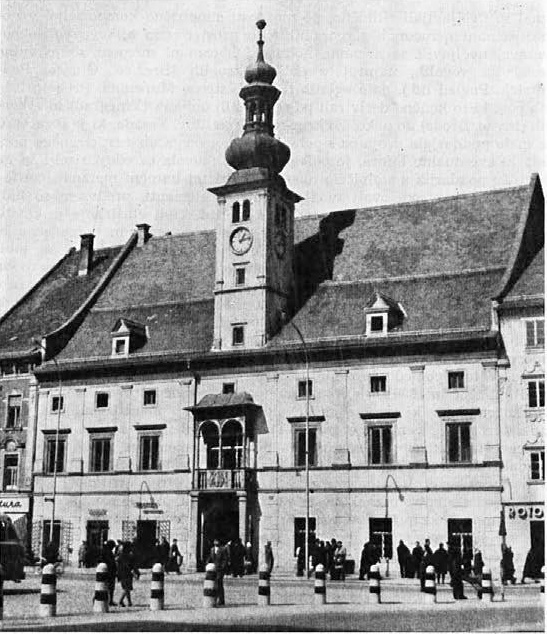
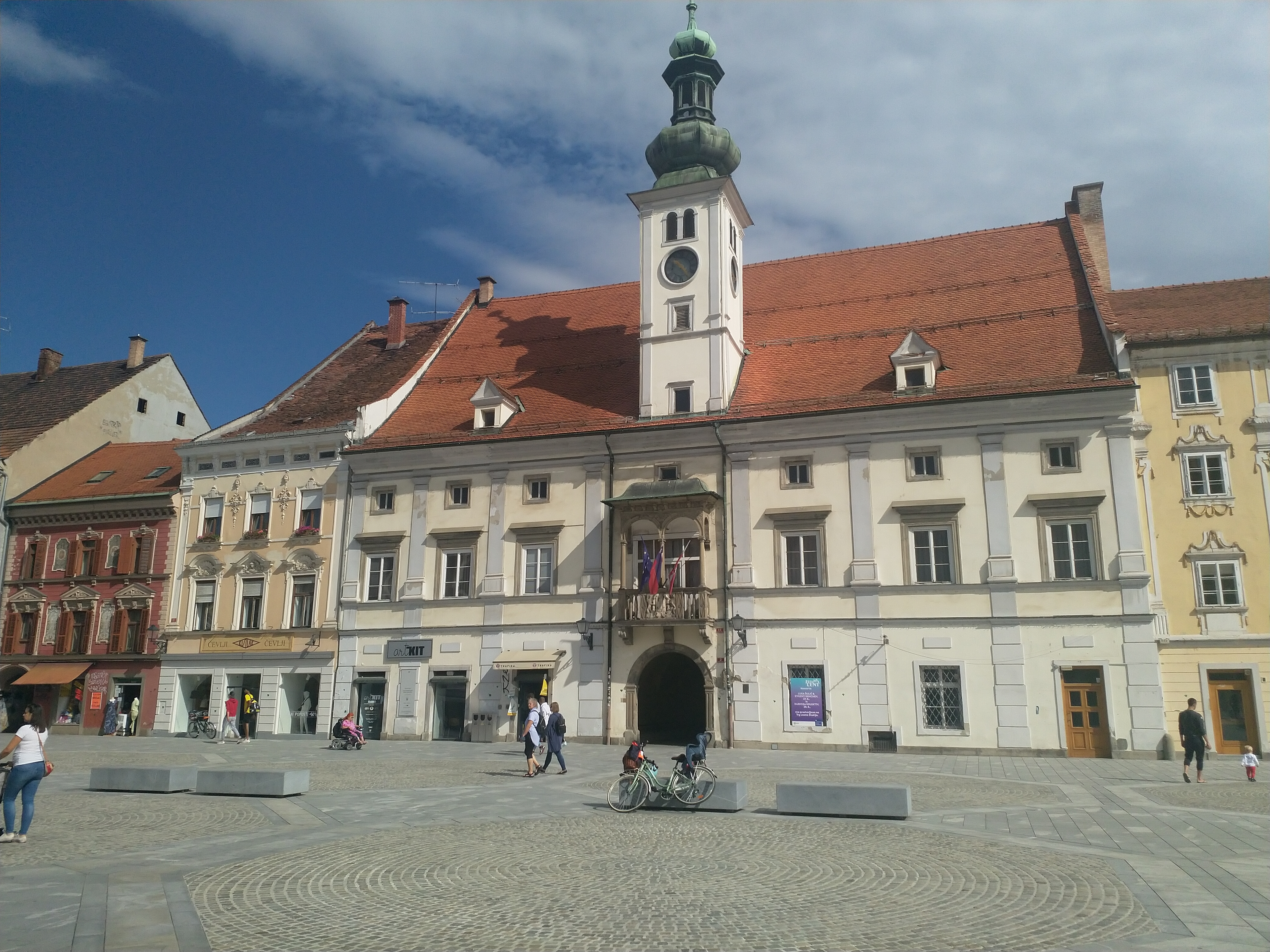
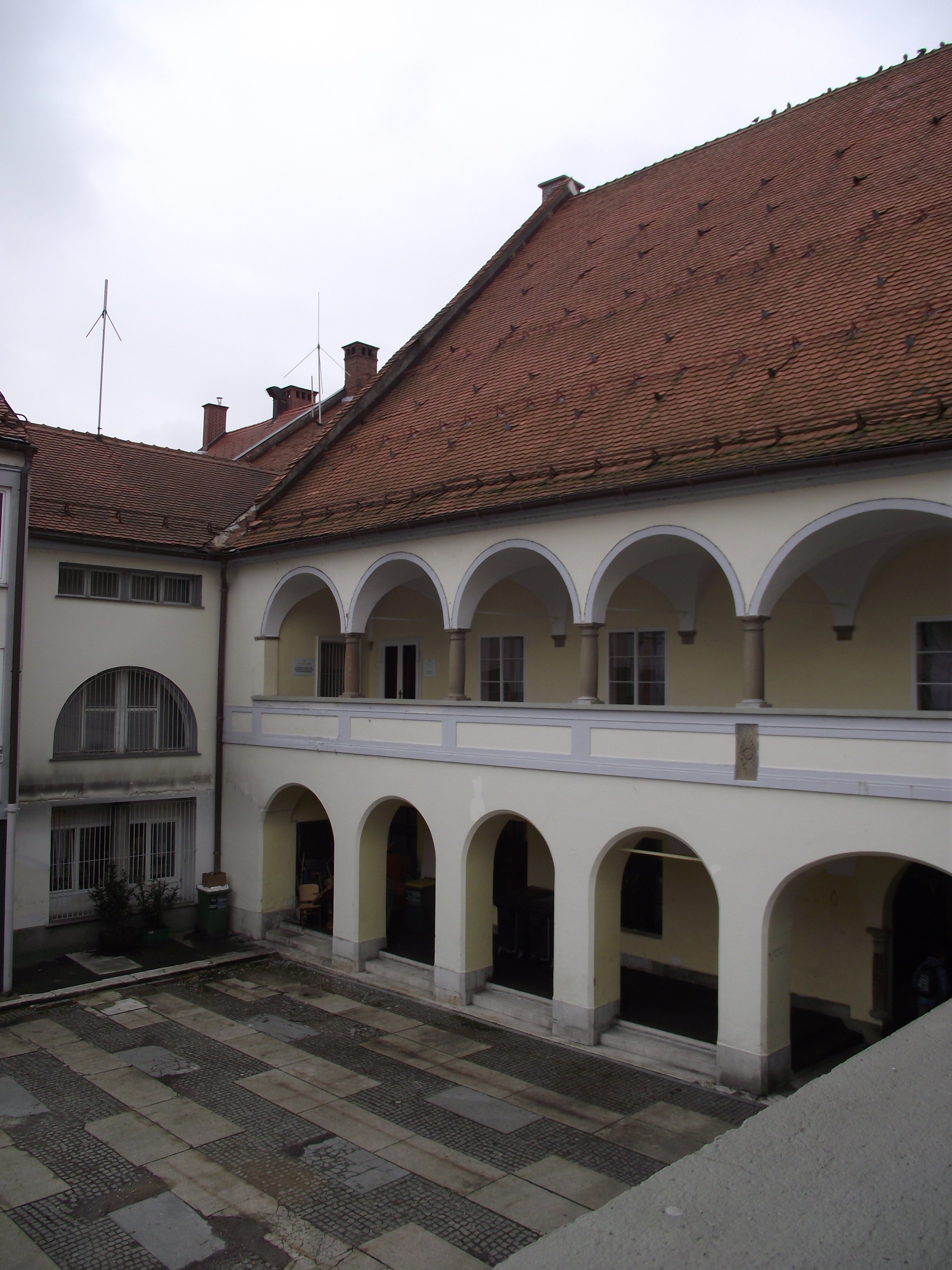